# Felix Polska
Felix Polska – producent słonych przekąsek, należący do firmy Intersnack Poland, części Intersnack Group, niemieckiego przedsiębiorstwa powstałego w 2009 roku w wyniku połączenia Intersnack oraz The Nut Company. Pierwszy produkt firma Felix Polska wprowadziła na polski rynek w 1991 roku w postaci orzeszków solonych zaimportowanych z fabryki w Schwerte w Niemczech. Rok później firma rozpoczęła produkcję solonych orzeszków w miejscowości Niedźwiedź k. Krakowa. Nazwa marki Felix nawiązuje do łacińskiego słowa „szczęśliwy”. Obecnie Felix jest głównym liderem rynku w segmencie słonych przekąsek w kategorii orzechów i posiada w nim 60% udziałów wartościowych.

## Historia przedsiębiorstwa
- 1994: pierwsze działania marketingowe pod hasłem „Życie nabiera smaku”[1]
- 2002: wyróżnienie na 5. edycji Festiwalu Złote Orły[b] za slogan „Gdzie chipsy rąbią tam wiewióry lecą” (promocja produktu Crispers)[1]
- 2005: wyróżnienie podczas 8. edycji Festiwalu Złote Orły za hasło „Matka Natura, Ojciec Felix”, które zostało wpisane przez PWN do Słownika sloganów reklamowych[c][1].

## Oferta
W ofercie firmy znajdują się orzechy ziemne, orzechy szlachetne, masło orzechowe, chrupki, popcorn i paluszki.

## Pochodzenie orzechów
Orzechy sprzedawane pod marką Felix pochodzą z różnych rejonów świata: Argentyny, Brazylii, Chile, Chin, Indii, Iranu, Turcji, USA, a także Wietnamu.